# Rendi Mos
Rendal Žene Mos (13. februar 1977. u Rendu, Zapadna Virdžinija) je američki fudbaler. Visok je 1.93 m i težak 95 kg. Igra na poziciji hvatača. Draftovan je 1998. godine od strane Minesota Vikinga. On 2005. postaje član Jahača iz Ouklanda. 29. aprila 2007. postaje nova zvezda Patriota.